# Quái vật hồ chứa Zegrze
Quái vật hồ chứa Zegrze là loài thủy quái hư cấu mà theo truyền thuyết đô thị thì loài này sinh sống trong Hồ chứa nước Zegrze gần Warsawa, Ba Lan. Sinh vật này là do nhà báo Wojciech Mazurkiewicz bịa ra, được coi là loài địa phương tương đương với truyền thuyết về Quái vật hồ Loch Ness, và lần đầu tiên được giới truyền thông nhắc đến vào thập niên 1980.

## Lịch sử
Sinh vật này do nhà báo Wojciech Mazurkiewicz bịa ra, được coi là sinh vật địa phương tương đương với truyền thuyết về Quái vật hồ Loch Ness. Lần đầu tiên từng được giới truyền thông nhắc đến vào thập niên 1980, trong buổi thử giọng Lato z radiem trên đài phát thanh Polskie Radio Program I. Vụ có người nhìn thấy con quái vật này từng được trình báo trong vài năm kể từ buổi thử giọng hôm đó. Một số phương tiện truyền thông còn đăng tải các cuộc phỏng vấn với những người kể họ đã tận mắt chứng kiến sinh vật này, và cho đăng những bức ảnh nhằm mục đích hình dung về diện mạo khả dĩ của con quái vật. Cuối cùng, câu chuyện về con quái vật này bị lộ là do tay nhà báo kia bịa ra mà thôi.
Nước bẩn trong hồ khiến nhiều người tin rằng con quái vật đã tiêu thụ nước thải. Chủ đề về con quái vật này mất dần sự nổi tiếng sau khi nhà máy xử lý nước thải được xây dựng gần đó, dẫn đến việc cải thiện chất lượng nước nơi đây.
Năm 2007, khu đô thị Nieporęt ở tỉnh Mazowieckie, cùng với tạp chí châm biếm Twój Dobry Humor đã cho tổ chức cuộc thi vẽ tranh biếm họa hay nhất về con quái vật này.